# Barbie y las tres mosqueteras
Barbie y Las tres mosqueteras o Barbie and the Three Musketeers es una película animada por computadora directa a video y parte de la serie de películas CGI Barbie. Fue lanzado en DVD el 15 de septiembre de 2009. Está basada en la novela de Alexandre Dumas de 1844, Los tres mosqueteros.

## Trama
Barbie protagoniza a Corinne, una chica de campo de Gascuña que sueña con ser una mosquetera, protectores de la familia real francesa, al igual que su padre: D'Artagnan. Ahora con diecisiete años, Corinne le pide a su madre que la deje ir a París para convertirse en una. Aunque preocupada por los peligros, su madre apoya y le da su bendición, así como una carta al señor Tréville, capitán de los mosqueteros y un viejo amigo de su padre. 
Al día siguiente, antes de salir, la madre de Corinne le recuerda algo que su padre siempre decía: "La verdadera valentía es perseguir tu sueño, aun cuando todo el mundo diga que es imposible." Abrazando a su madre, Corinne se despide y se pone en marcha a París con su gatita, Miette, y Alexander, el viejo caballo de D'Artagnan. 
Al llegar a París, Corinne observa a cuatro mosqueteros mostrar sus habilidades. Ella les dice acerca de convertirse en un mosquetero y les pregunta dónde encontrar a Tréville. Ellos se burlan de ella mientras que un perro, Brutus, la golpea y le roba su carta. En el intento de recuperarla, Corinne y Miette lo persiguen hasta la sede de los mosqueteros, donde Tréville habla con Philippe, regente del reino y el propietario de Bruto. Al escuchar por qué ella está ahí, Philippe se burla de Corinne sobre su sueño de ser mosquetera, diciendo que las chicas no cuentan con las habilidades adecuadas. Sin embargo, Tréville amablemente la invita al interior. 
Sintiéndose triunfal al principio, ella se desilusiona cuando Tréville le dice que no está lista para el servicio activo, pero él le dice que siga practicando y que si necesita algo, puede llegar a él. Después de salir, Corinne se sienta afuera con Miette cuando Brutus las encuentra y persigue de nuevo a Miette. En su persecución, Corinne choca con otras tres chicas: Viveca, una fashionista; Aramina, una bailarina y Renée, una violinista. 
Ella sigue a Miette y Brutus a la cocina de palacio, donde la cruel ama de llaves, Madame de Bossé, la confunde con una nueva criada. Antes de ser arrastrada por ella, Corinne ayuda a una anciana llamada Héléne, que es tocada por su amabilidad. Corinne se encuentra con otras tres doncellas, que resultan ser Viveca, Aramina y Renée. Debido al alboroto anterior con Corinne, las tres llegan muy sucias y desaliñadas, que les causa problemas con Bossé, que las castiga con el trabajo extra. Debido a esto, las chicas tienen una aversión fuerte para Corinne y le dan el trabajo extra, ignorándola en el proceso. Sin embargo, al final del día y a través de sus buenas obras, los tres ven que Corinne tiene un buen corazón y las cuatro se convierten en amigas. 
Un día, mientras que las cuatro limpiaban la gran sala, Corinne conoce al príncipe Luis, que va a ser coronado rey pronto. Luis ama la ciencia y actualmente está desarrollando un globo de aire caliente. A medida que comienza a salir, una candelabro se cae desde el cielo, apenas falta el príncipe. Como los restos vuela hacia ellas, cada chica se defiende: Viveca saca toallas destruyendo una vela voladora a la mitad, Aramina patea rápidamente un pedazo del candelabro en dos; Renee lanza el plumero, lanzando fragmentos de vidrio lejos de ella y Corinne utiliza la escoba de una manera similar a la espada para golpear a distancia cristales colgantes. Philippe y los mosqueteros llegan con Luis, mientras que Helene, que observa desde el balcón, mira a las cuatro chicas con asombro. Philippe escolta a Luis de la sala, mandando que se encuentra la causa del accidente. 
Al eliminar el desorden, Corinne anuncia que parece que el candelabro ha sido cortado. Ella también encuentra un pequeño rubí en el suelo cerca de la manija de la cuerda. Mientras se limpian, las tres chicas le preguntan a Corinne donde aprendió a moverse así. Luego les dice acerca de su sueño de convertirse en una mosquetera. Impresionadas, las tres compartieron también sus propias ambiciones de convertirse en Mosqueteras. Al oír esto, Héléne las guía a través de una serie de pasajes secretos antes de llegar a una cámara oculta bajo el palacio. Ella les explica que los mosqueteros utilizaban ese lugar para entrenar antes de que Tréville los trasladara a la sede más grande. Ella muestra sus propias habilidades mientras lucha contra cada chica, a juzgar su nivel de habilidad. Posteriormente, Hélène les dice a las chicas que son expertas, pero cada una tiene un largo camino por recorrer. Después de que abogan porqué se los enseñe, Helene comienza su formación. Cada chica elige un arma de su elección y desarrolla su propio estilo de lucha único. 
Esa noche, un furioso, Philippe se enfrenta al capitán de sus guardias. Se revela que planea matar a Louis para que pueda hacerse a cargo del reino y que esos eran los guardias que habían cortado la cuerda del candelabro (a la espada le faltaba un rubí, el mismo que encontró Corrine). Philippe ordena al capitán sabotear el globo de aire caliente de Luis, que el príncipe tiene previsto probar al día siguiente.
Luis se prepara para lanzar el globo cuando las cuerdas de seguridad, cortadas por la guardia, se rompen y lanzan el globo a distancia. La fuerza de la sacudida lanza al príncipe de la canasta y su pie queda atrapado en la escalera. Corinne, quien está lavando las ventanas, ve a Luis colgando boca abajo del globo que flota en la torre. Ella corre al balcón y salta en el globo, evitando que golpee en la cúspide de la torre. Después de que ella lo jala para dentro otra vez, Luis le agradece y ella le dice que las cuerdas fueron rotas. A medida que continúan volando, los dos se dan cuenta de que tienen mucho en común, sobre todo el deseo de perseguir sus sueños sin importar lo que otra gente piense: Louis le dice a Corinne que anhela hacer inventos que ayuden a la gente, pero su mayor sueño es demostrar que pueden los hombres volar. Ahora, teme que tendrá que renunciar a sus sueños cuando se convierta en rey. Corinne lo reconforta, diciendo que él todavía puede hacer sus sueños realidad, aunque sea el rey y comparte su propia aspiración de ser una mosquetera. Pero el príncipe, como los demás, piensa que las mujeres no pueden ser mosqueteros, lo que la enfurece. Cuando aterrizan, Corinne le grita a Luis, diciendo: "¿Cómo es posible que un príncipe puede imaginar a un hombre que vuela en el aire, pero no una mujer como un mosquetera?" A medida que Corrine se calma, el príncipe se disculpa con ella por herir sus sentimiento, mientras que un enojado Phillipe mira desde el palacio.
Más tarde, en la cámara oculta, Helene y las chicas entrenan, mientras Corinne entra y les dice lo que pasó. Como lo hace, comienza a notar un patrón con los accidentes, sobre todo las cuerdas cortadas, como Renee añade: "Ayer, el candelabro; hoy, su máquina voladora" Pronto se hace evidente que un régimen de sabotaje está en movimiento. Corinne les muestra a las otras el rubí que encontró y que ella cree que alguien está intentando deshacerse de Luis. Las chicas piensan que deben decirle a Tréville, pero Héléne les dice que hasta que haya pruebas de un complot contra el príncipe, que no confían en nadie y permanezcan en guardia. 
De vuelta a casa tarde una noche, las cuatro ven a Phillipe y varios de sus hombres mientras comienzan a abrir cajas llenas de espadas falsas para el baile de enmascarados próximo. Se esconden y ven como el capitán desenvaina una espada, mostrando una real a escondidas. Impresionadas, las chicas, escuchan a los hombres traficando a escondidas las espadas reales en el baile y el asesinato Louis. Corinne también les avisa que a la empuñadura de la daga del capitán le falta un rubí. 
Las cuatro amigas se apresuran para llegar al palacio y encuentran Tréville hablando con Philippe en el salón de baile. Sin darse cuenta de que Philippe estaba involucrado en el plan de asesinato, le dicen a los hombres lo que vieron y oyeron. El regente de inmediato dice de que algún complot contra el príncipe sería imposible y que las chicas inventaron la historia en un intento de hacerse mosqueteras. Tratando de probar su caso, Corinne abre una caja de las espadas falsas tratando de probar que hay espadas reales en su interior, pero todas las espadas son falsas. Sin ningún dato concreto, Tréville le cree a Philippe y concluye que un asesinato al príncipe es imposible (aunque no de que las chicas inventaron la historia).
Philippe las destierra del castillo, amenazando con lanzarlas a las mazmorras si causan problemas innecesarios. De vuelta en su apartamento, las chicas están muy deprimidas y consideran rendirse, pero Corinne señala que aunque nadie les cree, no pueden irse lejos de todo lo que han trabajado. Inspiradas por su valor, las otras tres están de acuerdo y hacen planes para colarse en el baile: Viveca hace sus trajes de baile y las máscaras, Renné disfraza sus armas para que se confundan con su vestidos, mientras que Aramina le da a Corrine clases de baile.
Después de que el baile comienza, los hombres de Felipe sacan a Tréville y los mosqueteros para vigilar, mientras Philippe mete las espadas reales, que se esconden en los túneles secretos. Por otra parte, las chicas también utilizan los túneles para entrar en el salón de baile. Una vez allí, las cuatro amigas y Hélène mantienen los ojos abiertos para los problemas. Cuando los fuegos artificiales mantienen la atención de todos, los asesinos pueden iniciar su plan. Pero, Corinne ve a Philippe a punto de apuñalar a Louis con una espada. Rápidamente da volteretas en entre ellos y desarma a Philippe. 
Al darse cuenta de lo que está pasando, las chicas se despojan de su vestidos de baile, mostrando sus propios uniformes y armas de mosqueteras, mientras se enfrentan con los guardias. A medida que la batalla comienza, los invitados corren horrorizados, mientras que Philippe arrastra a Luis en el pasillo. Las chicas inician su propia batalla contra los asesinos con la ayuda de Hélène y Miette, pero pronto son abrumadas con más secuaces que llegan. Pensando rápidamente, Viveca utiliza una bomba de humo hecha por Renée, que ciega a los guardias y que permite a las niñas a escapar hacia los túneles y buscar a Louis. 
El príncipe se da cuenta de que Philippe estaba detrás del complot y corre cuando trata de apuñalarlo. Mientras buscan a Luis, las chicas encuentran a Tréville y los mosqueteros atados y los liberan. Viveca, Aramina y Renée se quedan para ayudar a los mosqueteros a detener a los secuaces, mientras que Corinne va tras el príncipe. 
Louis, tratando de escapar Felipe, corre hacia la parte superior de una torre y es acorralado en una estrecha cornisa.Poco a poco Philippe lleva al príncipe al borde, Philippe le dice a Louis que es sólo un soñador patético y que no merece ser rey. Corinne llega, pero está en un balcón de enfrente y no los puedan alcanzar. Al ver un estandarte que colgaba, ella se agarra de él y cae frente a los hombres. Philippe está a punto de empujar a Luis de la cornisa, Corinne suelta la bandera, se mueve de un tirón en el aire y aterriza justo a tiempo entre el príncipe y su primo. Philippe y ella se involucran en una feroz lucha de la espadas y con la ayuda de Luis, ella es capaz de derrotarlo cuando Tréville y los otros llegan. Philippe, sus hombres y Brutus (que luchó contra Miette y perdió) son detenidos y llevados lejos. Luis agradece a las chicas y Tréville se disculpa por no haberles creído. 
Después de su coronación, el recién nombrado rey Luis apremia a Corinne, Viveca, Aramina, y Renée por su valentía, haciéndolas las primeras mosqueteras mujeres en la historia. Sus familias, compañeros mosqueteros y los ciudadanos de París felicitan a las chicas. Héléne asiste también a la ceremonia como la nueva ama de llaves y jefa de sirvientes de palacio, mientras la señora de Bossé es ahora un ayudante de cocina. 
Luis invita a Corinne en la tarde para tomar otro paseo en globo con él, pero la celebración se interrumpe cuando los mosqueteros son informados de un complot contra el nuevo rey. Corinne le dice a Louis que deje la oferta del viaje en globo para otro día mientras corre a unirse a sus amigos. Corrine, Viveca, Aramina y Renée todo pasean en el atardecer, levantando las espadas y exclamando: "Todas para una y una para todas!"

## Alusiones a la historia original
- Al hablar con Tréville, Corinne le dice que el nombre de su padre es D'Artagnan. D'Artagnan es uno de los protagonistas de la novela original
- Al igual que D'Artagnan, Corinne se muestra como una joven valiente y luchadora que se enoja cuando la gente le dice que las mujeres no pueden ser mosqueteras.
- Alexander, el caballo de Corinne, es un guiño al autor de la novela de Los Tres Mosqueteros, de Alexandre Dumas.
- Cuando las otras niñas invitan a Corinne a quedarse con ellas, Viveca menciona que su antigua compañera de habitación fue Constance. En la novela, Constance Bonacieux es la mujer de quien D'Artagnan se enamora.
- Uno de los invitados en el baile de máscaras se presentó como la Condesa De Winter, que fue una de los antagonistas de la historia original.
- Monsieur de Treville, el capitán de los mosqueteros en la película, lleva el nombre del capitán en la historia original, el señor de Tréville.
- La parte en la que Corinne accidentalmente cae en cada una de las tres chicas y las hace enojar es similar a la parte de la novela, cuando D'Artagnan accidentalmente termina cayendo en cada uno de los mosqueteros y los pone a retarlo a duelo.
- La ciudad natal de Corinne es Gascuña, que es el nombre de la propiedad de la familia D'Artagnan en la novela.
- El príncipe Luis lleva el nombre del rey Luis XIII, de la novela.
- Tim Curry, quien da vida a Philippe en la película, también interpretó al villano Cardenal Richelieu en la versión de 1993 de Disney de Los tres mosqueteros. La película también está protagonizada por Charlie Sheen como Aramis, Athos como Kiefer Sutherland, Oliver Platt como Porthos y Chris O'Donnell como D'Artagnan.
- La famosa flor de lis, que fue grabada en la villana Milady de Winter en la historia, está en los frentes de las túnicas que llevan los Mosqueteros en la película.
- Aramina parece ser el nombre de Aramis, otro protagonista de la novela.
- Sin embargo, el nombre de Aramis primero fue René, por lo que Renee parece haber sido nombrada por él.
- París, que es la capital de Francia y la ubicación en el centro de la historia original, es también la localización para la película.

## Personajes
- Corinne es una chica de diecisiete años de edad procedente de una finca, que sueña con ser un mosquetera (como su padre). Utiliza con mucho agrado sus habilidades de gimnasia y es atlética, y generalmente lleva el pelo recogido en un moño. Ella es muy decidida a seguir su sueño y trabaja duro en su entrenamiento. A ella no le gusta, que alguien se ría de su sueño. Es muy persistente y a veces de cabeza caliente. Su principal arma es la espada. Su color de firma es el rosa. El nombre de "Corinne" en latín significa 'Maiden'. Es la única rubia del grupo.

- Viveca es una fashionista. Ella esFTY la que crea los vestidos de fiesta para ella, Corinne, Aramina y Renée. Su lema es: "No te metas con las telas" Su arma especial es un par de largas cintas que utiliza como látigos. A menudo camina con un puntal leve y su mano en la cadera. Utiliza expresiones y frases francesas, confirmando el hecho de que todas las chicas son francesas. Su color de la firma es el lila. "Viveca" en alemán significa "guerra".

- Aramina es una bailarina poética y romántica. Aramina es la primera de las tres doncellas que es amable con Corinne invitándola a quedarse con ellas. Ella considera que el príncipe Luis es el hombre de sus sueños, pero, como Reneé dice: Todos los hombres son de sus sueños. Le encanta bailar con gracia y su arma especial es un par de abanicos. Ella es la única pelirroja en el grupo y es posiblemente la más suave. Su baile favorito es el ballet y su color de firma es el verde turquesa.

- Renée es una violinista. Ella diseña armas para ella y sus amigas. Ella es particularmente experta en tiro con arco y usando el cabestrillo (usa un collar como una honda y una joya como la bola/piedra). Su color de firma es el azul.

- El príncipe Luis, el futuro rey de dieciocho años de edad, está muy interesada en la ciencia. Sueña que un día el hombre será capaz de volar y está haciendo una investigación de un globo flotante. Cuando él se convierte en rey, hace Corinne, Viveca, Aramina y Renée mosqueteros del rey. También parece ser atraídos por Corinne después de que ella lo salva.

- Philippe es primo del príncipe Luis, y es el próximo en línea para ser rey. Se desempeña como regente y pretende retirarse a su castillo mientras que él realmente hace un complot para asesinar al príncipe.

- Monsieur Tréville es el capitán de los mosqueteros. Trata a Corinne así porque recuerda el padre de Corinne como un gran mosquetero.

- Miette es la gata de Corinne y está interesada en ser una mosquetera como su ama. Pronuncia la palabra "mosgateras." Su nombre, Miette, significa "migajas" en francés.

- Alexander es el caballo del padre de Corinne. Él conoce el camino a París y una forma de pasadizo secreto del castillo, que le dice a Miette. Él pasa la mayor parte de la película en un establo de caballos en el pequeño pueblo.

- Héléne es una vieja criada que conoce cada lugar en el palacio. Ella tiene en secreto las habilidades de un mosquetero y entrena a Corinne, Viveca, Aramina y Renée. Para mantener la imagen de una "vieja", ella asume una postura doblada y cojeando por ahí con un bastón cuando en realidad, puede defenderse bastante bien y camina con la espalda recta. ¿Cómo recibió su habilidad mosquetera? es muy vaga e inexplicable en la película. Al final de la historia, se convierte en la supervisora de la señora de Bosse, quien solía ser jefe de ella.

- Madame de Bosse es la supervisora de las sirvientas del palacio. Es también una mujer mandona que constantemente grita a Corinne y sus amigas cada vez que les ordena trabajar. Su nombre es un juego de palabras con las palabras "Señora" y "Boss". Al final de la película, se ve que trabaja para Héléne.

- La madre de Corinne es el único miembro restante de la familia de Corinne. Ella sólo hace sus apariciones en el principio y el fin. Las bolsas debajo de los ojos sugieren su edad y el cansancio con el trabajo en la granja con una única hija.

- Brutus es el perro de Philippe. Es cruel con Miette y Corinne. Presumiendo que su dueño es el rey legítimo.

## Reparto
| Personajes        | Voz Original Estados Unidos | Doblaje en Latinoamérica | Doblaje en España     | Seiyuu en Japón  |
| ----------------- | --------------------------- | ------------------------ | --------------------- | ---------------- |
| Barbie/Corinne    | Kelly Sheridan              | Paola Mingüer            | Mar Bordallo          | Mamiko Noto      |
| Phillipe          | Tim Curry                   | Andrés Gutiérrez         | Héctor Cantolla       | Akio Ōtsuka      |
| Viveca            | Kira Tozer                  | Cristina Hernández       | Ana Esther Alborg     | Eri Kitamura     |
| Aramina           | Willow Johnson              | Gaby Ugarte              | Sandra Jara           | Kanako Sakai     |
| Renée             | Dorla Bell                  | Liliana Barba            | Beatriz Berciano      | Asuka Nishi      |
| Madame de Bossé   | Merrilyn Gann               | Norma Angélica           | Matilde Conesa        | Kotono Mitsuishi |
| Héléne            | Kathleen Barr               | Carola Vázquez           | María Julia Díaz      | Masako Nozawa    |
| Príncipe Louis    | Mark Hildreth               | Raúl Carballeda          | José Manuel Rodríguez | Junji Majima     |
| Bertram           |                             | Juan Carlos Tinoco       | Carlos Kaniowsky      |                  |
| Monsieur Treville | Bernard Cuffling            | Nacho Casas              | José Antonio Ceinos   |                  |
| Brutus            | Brian Dobson                | Jesse Conde              | Héctor Garay          | Tōru Ōhira       |
| Alexander         | David Kaye                  | Dan Osorio               | Luis Mas              | Kōichi Yamadera  |
| Serge             |                             | Héctor Emmanuel Gómez    | Miguel Antelo         |                  |

## Recepción
La película fue lanzada en DVD el 15 de septiembre de 2009 y se estrenó en el # 2, vendiendo 399,000 unidades que se tradujeron en $ 5.6 millones en ventas. A principios de octubre, había caído al puesto 24 en el ranking. Se vendieron un total de 629.178 unidades de DVD, lo que representa un total de ventas de $ 9,9 millones.
La revisión de CommonSenseMedia le dio a la película tres estrellas de cinco y concluyó: " Un buen intento, pero este mosquetero no da en el blanco ... Barbie hace todo tipo de movimientos acrobáticos, que hacen alarde de su condición de niña, pero poniendo una espada en sus delicadas manitas". parece exagerado " .
La revisión de DVD Verdict dijo que el CGI no era espectacular y que los adultos no encontrarían mucho de qué alegrarse. Sin embargo, los niños lo encontrarían "fino y elegante. No tiene material ofensivo y promueve la idea de que las niñas pueden ser lo que quieran si se les da la oportunidad y los accesorios adecuados". 
La revisión de DVD Talk calificó el contenido con dos estrellas de cinco (pero tres para video y audio), pero recomendó "Rent it" debido en parte a las canciones. " Desafortunadamente, algunas canciones desagradables se reproducen a lo largo de este rápido recuento del clásico de Dumas, así que ten cuidado ... No solo la letra es fea, sino que no tiene sentido ".